# Министерство гражданской авиации СССР
Министерство гражданской авиации СССР (МГА СССР) — орган исполнительной власти Союза ССР в сфере гражданской авиации.

## История
Создано на основании Указа Президиума Верховного Совета СССР от 27 июля 1964 года № 2729-VI «Об образовании общесоюзного Министерства гражданской авиации СССР» на базе Главного управления гражданского воздушного флота при СМ СССР.
В соответствии с Постановлением Госсовета СССР от 14 ноября 1991 года № ГС-13 «Об упразднении министерств и других центральных органов управления СССР» существование министерства было сохранено на переходный период.
Согласно Указу президента РСФСР от 28 ноября 1991 года № 242 «О реорганизации центральных органов государственного управления РСФСР» функции МГА переданы Министерству транспорта РСФСР.. 10 апреля 1992 года был подписан акт о ликвидации Министерства гражданской авиации СССР.

## Функции
В соответствии с Положением о МГА СССР, утверждённым Постановлением Совета министров СССР от 10 июля 1984 года № 735, Министерство:
- определяло совместно с заинтересованными министерствами и ведомствами основные направления развития гражданской авиации, находящейся в его ведении;
- разрабатывало, утверждало или представляло на утверждение в установленном порядке текущие и перспективные планы экономического и социального развития отрасли;
- организовывало перевозки пассажиров, багажа, грузов и почты на внутренних и международных воздушных линиях;
- с учётом пассажирских, грузовых и почтовых потоков открывало в установленном порядке новые воздушные линии, устанавливало расписание движения гражданских воздушных судов и организовывало его исполнение;
- разрабатывало и утверждало по согласованию с соответствующими министерствами и ведомствами типовые договоры на воздушные перевозки отдельных видов грузов и почты;
- организовывало в установленном порядке полёты воздушных судов и управление воздушным движением на воздушных трассах СССР, местных воздушных линиях и в районах выполнения авиационных работ;
- осуществляло мероприятия по обеспечению безопасности и регулярности полетов, соблюдению порядка использования воздушного пространства СССР, по улучшению организации и повышению эффективности и надёжности управления воздушным движением с использованием автоматизированных систем; внедряло новые методы и средства управления воздушным движением, навигации, взлёта, посадки и связи;
- участвовало в осуществлении мероприятий по метеорологическому обеспечению полётов, в совершенствовании порядка использования воздушного пространства СССР, в разработке сборников и регламентов навигационных данных воздушных трасс СССР, гражданских аэродромов, средств радиосвязи и радиоэлектротехнического обеспечения полётов;
- присваивало в установленном порядке позывные радиосигналы гражданским воздушным судам, находящимся в его ведении;
- организовывало техническую эксплуатацию гражданских воздушных судов, обеспечивало высокую техническую исправность и безаварийную эксплуатацию авиационной техники и наземного оборудования;
- обеспечивало улучшение условий и организации труда, механизацию и автоматизацию трудоёмких производственных процессов;
- осуществляло в установленном порядке с участием соответствующих министерств и ведомств мероприятия по увеличению сроков службы и повышению надёжности гражданских воздушных судов, другой авиационной техники и наземного оборудования, утверждало технологии и регламенты их ремонта и технического обслуживания;
- вело Государственный реестр гражданских воздушных судов Союза ССР и Государственный реестр гражданских аэродромов Союза ССР, выдавало в установленном порядке свидетельства о регистрации гражданских воздушных судов и гражданских аэродромов, а также разрешения на эксплуатацию средств, используемых для обеспечения полётов воздушных судов;
- устанавливало порядок учёта временных аэродромов, аэродромов для обеспечения авиационных работ и посадочных площадок;
- проводило в установленном порядке классификацию лётного состава, а также других лиц авиационного персонала по утверждаемому им перечню, выдавало и аннулировало соответствующие свидетельства;
- проводило мероприятия по рациональному и эффективному использованию парка гражданских воздушных судов, другой авиационной техники и наземного оборудования, всех видов энергии и топлива, аэропортов, гражданских аэродромов и средств их технического и коммерческого обслуживания, по снижению себестоимости перевозок, авиационных работ и повышению их рентабельности, по организации и улучшению обслуживания пассажиров, грузоотправителей и грузополучателей;
- осуществляло меры по обеспечению сохранности социалистической собственности;
- организовывало выполнение авиационных работ в отдельных отраслях народного хозяйства;
- разрабатывало новые технологии и методы выполнения авиационных работ;
- утверждало по согласованию с заинтересованными министерствами и ведомствами основные условия и типовые договоры на выполнение авиационных работ в отдельных отраслях народного хозяйства;
- обеспечивало использование гражданских воздушных судов для оказания медицинской помощи населению, проведения санитарных мероприятий, экспериментальных и научно-исследовательских работ и для удовлетворения других потребностей предприятий, учреждений и организаций;
- осуществляло разработку технических заданий на новые типы гражданской авиационной техники и в установленном порядке утверждало эти задания;
- выполняло функции генерального заказчика гражданской авиационной техники для всех отраслей народного хозяйства, проводило государственные, эксплуатационные и другие испытания этой техники и утверждало технические условия на её серийное производство;
- осуществляло в установленном порядке контроль качества принимаемых от промышленности авиационной техники и средств её обслуживания, авиационно-технического имущества и авиационных горюче-смазочных материалов;
- обеспечивало внедрение в гражданской авиации новой техники, в том числе радиоэлектронной и вычислительной, автоматизированных систем управления воздушным движением, систем навигации, взлёта, посадки и связи, а также автоматизированных систем управления технологическими и производственными процессами в отрасли;
- по согласованию с генеральным (главным) конструктором утверждало условия эксплуатации авиационной техники, устанавливало её амортизационные и межремонтные сроки службы;
- разрабатывало совместно с соответствующими министерствами и ведомствами и представляло на утверждение в установленном порядке предложения для включения в целевые комплексные программы и программы по решению научно-технических проблем в области гражданской авиации, а также по научно-техническому сотрудничеству с зарубежными странами и организовывало их выполнение;
- в установленном порядке организовывало развитие сети аэропортов и гражданских аэродромов, а также внедрение новейших средств механизации и автоматизации производственных процессов в аэропортах, транспортных и других технических средств обслуживания гражданских воздушных судов;
- издавало в пределах своей компетенции в соответствии с актами законодательства Союза ССР обязательные для министерств, ведомств, предприятий, учреждений, организаций и граждан правила, наставления, инструкции и другие нормативные акты, регулирующие эксплуатацию гражданских воздушных судов, строительство и эксплуатацию аэропортов и гражданских аэродромов, полёты гражданских воздушных судов, перевозки пассажиров, багажа, грузов и почты (в том числе международные полёты и перевозки), использование авиации в отдельных отраслях народного хозяйства;
- приостанавливало эксплуатацию находящихся в его ведении воздушных судов и аэродромов при обнаружении недостатков, угрожающих безопасности полётов, до устранения этих недостатков и информировало об этом в установленном порядке заинтересованные министерства и ведомства;
- осуществляло в соответствии с действующим законодательством мероприятия по охране окружающей среды;
- проводило мероприятия по дальнейшему развитию международных воздушных сообщений и повышению их эффективности, в установленном порядке заключало международные договоры СССР по вопросам эксплуатации международных воздушных линий, обеспечивало заключение коммерческих соглашений с иностранными авиапредприятиями, туристическими и другими организациями, создавало представительства Аэрофлота за границей и руководило их деятельностью;
- обеспечивало выполнение обязательств, принятых по международным договорам СССР Советской Стороной, в части, касающейся гражданской авиации, наблюдало за осуществлением принадлежащих Советской Стороне прав, вытекающих из таких договоров, и за выполнением другими участниками договоров их обязательств;
- осуществляло систематический контроль за деятельностью иностранных авиапредприятий на территории СССР, за соблюдением ими действующего законодательства, относящегося к деятельности гражданской авиации (правил полётов гражданских воздушных судов, правил, регулирующих порядок управления воздушным движением, правил эксплуатации гражданских воздушных судов, другой авиационной техники и наземного оборудования, правил воздушных перевозок и правил применения тарифов и т. п.);
- участвовало в установленном порядке в деятельности международных авиационных организаций;
- устанавливало порядок распределения доходов от воздушных перевозок между подведомственными управлениями гражданской авиации, производственными объединениями и предприятиями;
- в соответствии с действующим законодательством разрабатывало и утверждало или представляло на утверждение тарифы, цены и размеры сборов и утверждало правила применения тарифов и взимания сборов, а также устанавливало порядок выдачи льготных (в том числе бесплатных) билетов на воздушную перевозку;
- организовывало на предприятиях системы Министерства ремонт воздушных судов, другой авиационной техники и наземного оборудования, изготовление нестандартизированного оборудования, средств измерений, механизации и автоматизации;
- разрабатывало проекты финансового и валютного планов Министерства и представляло их на утверждение в установленном порядке;
- руководило работой подведомственных предприятий, учреждений и организаций, связанной с финансовыми и валютными операциями;
- организовывало расчёты с иностранными организациями и гражданами;
- обеспечивало проведение в тесном взаимодействии с партийными, комсомольскими, профсоюзными организациями и трудовыми коллективами политико-воспитательной работы в отрасли;
- организовывало совместно с ЦК профсоюза авиаработников социалистическое соревнование, смотры и конкурсы на подведомственных предприятиях, в учреждениях и организациях;
- в установленном порядке награждало передовых работников системы Министерства нагрудными знаками и почётными грамотами и применяло иные виды поощрения;
- издавало совместно с ЦК профсоюза авиаработников журнал «Гражданская авиация» и газету «Воздушный транспорт», организовывало рекламу воздушного транспорта в СССР и за границей посредством печати (специальные рекламные журналы, проспекты, справочники, бюллетени и т. п.), радио, телевидения и кино;
- издавало научную, учебную, справочную и иную литературу по вопросам деятельности гражданской авиации, в том числе по эксплуатации и ремонту авиационной техники, экономике и организации производства, а также нормативную документацию, технические плакаты и другие наглядные пособия;
- участвовало в выставках и ярмарках;
- обеспечивало медико-санитарное и санаторно-курортное обслуживание работников предприятий, учреждений и организаций отрасли, руководило лечебно-профилактическими, санитарно-эпидемиологическими учреждениями и профилакториями системы Министерства;
- в установленном порядке разрабатывало требования годности по состоянию здоровья к работе в гражданской авиации авиационного персонала и соответствующих категорий учащихся высших и средних специальных учебных заведений и обеспечивало проведение медицинской экспертизы годности этих лиц к указанной работе;
- осуществляло в установленном порядке медицинский и профессионально-психологический отбор лиц, поступающих на обучение в учебные заведения системы Министерства;
- осуществляло государственное страхование от несчастных случаев лётного состава и других категорий работников в соответствии с действующим законодательством;
- осуществляло подготовку, переподготовку и повышение квалификации специалистов в высших и средних специальных учебных заведениях системы Министерства и подготовку научных кадров для гражданской авиации;
- организовывало совместно с заинтересованными министерствами и ведомствами проведение мероприятий в целях обеспечения безопасности полётов, охраны жизни и здоровья пассажиров и членов экипажей воздушных судов и принимало необходимые меры к предупреждению и пресечению актов незаконного вмешательства в деятельность гражданской авиации;
- обеспечивало на предприятиях, в учреждениях и организациях системы Министерства пропускной режим, организовывало военизированную, сторожевую и пожарную охрану воздушных судов и других объектов гражданской авиации;
- организовывало в системе Министерства поисково-спасательные и аварийно-спасательные работы и принимало участие в организации поисково-спасательного обеспечения полётов воздушных судов в системе авиационной поисково-спасательной службы СССР;
- обеспечивало высокую организованность и образцовую дисциплину на предприятиях, в учреждениях и организациях отрасли;
- устанавливало в соответствии с действующим законодательством порядок назначения на должность, освобождения от должности и перевода на другую работу отдельных категорий работников системы Министерства;
- обеспечивало в установленном порядке поставку оборудования и материалов для строительства и эксплуатации объектов гражданской авиации за границей и оказание других видов технического содействия в строительстве и эксплуатации таких объектов.

## Министры
- 25 августа 1964 года — 15 мая 1970 года: Е. Ф. Логинов
- 19 мая 1970 года — 4 мая 1987 года: Б. П. Бугаев
- 4 мая 1987 года — 29 марта 1990 года: А. Н. Волков
- 18 апреля 1990 года — 26 ноября 1991 года: Б. Е. Панюков

## Учебные заведения Министерства
МГА СССР создало уникальную, разветвлённую, массовую и всесоюзную (с выездными приёмными комиссиями на местах) систему подготовки кадров. Она начала формироваться вместе с Гражданским воздушным флотом с начала 1930-х годов. К 1938 году в неё входили Киевский и Ленинградский институты инженеров гражданской авиации, авиационные техникумы в Горьком, Киеве, Ленинграде, Москве, Саратове, школы лётного состава и авиатехников в Балашове, Батайске, Тамбове. Специалистов для ГВФ готовили машиностроительные институты и техникумы, курсы Центрального заочного учебного комбината ГВФ.

### Вузы
- Кировоградское высшее лётное училище гражданской авиации
- Ордена Ленина Академия гражданской авиации
- Московский институт инженеров гражданской авиации
- Киевский институт инженеров гражданской авиации
- Рижский институт инженеров гражданской авиации
- Актюбинское высшее лётное училище гражданской авиации

### Средние технические училища

#### Подготовка пилотов
- Бугурусланское лётное училище (самолёты)
- Краснокутское лётное училище (самолёты)
- Сасовское лётное училище (самолёты)
- Кременчугское лётное училище (вертолёты)

#### Подготовка технического персонала
- Омское лётно-техническое училище (радиотехники по эксплуатации радиооборудования самолётов, наземных радиосредств самолётовождения и посадки, техники-электрики по эксплуатации авиационных приборов и электрооборудования)
- Рижское лётно-техническое училище (диспетчеры, радиотехники)
- Иркутское лётно-техническое училище (техники-механики по эксплуатации самолётов и двигателей)
- Кирсановское лётно-техническое училище (техники-механики по эксплуатации самолётов и двигателей)
- Троицкое лётно-техническое училище (техники-механики по эксплуатации самолётов и двигателей)
- Фрунзенское лётно-техническое училище (техники-механики по эксплуатации самолётов и двигателей)
- Выборгское лётно-техническое училище (техники-механики по эксплуатации вертолётов)
- Егорьевское лётно-техническое училище (техники-механики, эксплуатационники, электрики, технологи и радиотехники)
- Красноярское лётно-техническое училище (техники-механики, эксплуатационники, электрики, технологи и радиотехники)
- Криворожское лётно-техническое училище (техники-механики, эксплуатационники, электрики, технологи и радиотехники)
- Ленинградское авиационно-техническое училище (техники-техноголи по организации авиационных перевозок, бортпроводники)
- Минское лётно-техническое училище (техники-механики, эксплуатационники, электрики, технологи и радиотехники)
- Рыльское лётно-техническое училище (техники-механики, эксплуатационники, электрики, технологи и радиотехники)
- Славянское лётно-техническое училище (техники-механики, эксплуатационники, электрики, технологи и радиотехники)

## Предложение о возрождении министерства
Член Совета Федерации от Пермского края И. Н. Шубин, выступая в сентябре 2011 года на круглом столе «Развитие гражданской авиации в Сибирском и Дальневосточном регионах», высказал идею о необходимости возрождения МГА в России. По мнению сенатора, для решения проблем гражданской авиации в стране «необходим эффективный федеральный орган», а «Росавиация работает недостаточно эффективно». «Помните, было же в Советском Союзе Министерство гражданской авиации? Почему нам опять не вернуться к подобному опыту?», — подытожил Шубин.